# Zalmoxis (médicament)
Pour l’article homonyme, voir Zalmoxis (mythologie).
Pour l’article homonyme, voir Zalmoxes.
Zalmoxis est une thérapie cellulaire indiquée chez les patients adultes atteints d’hémopathies malignes recevant une greffe de cellules souches hématopoïétiques. Ce médicament, produit par la société italienne MolMed, a obtenu une autorisation de mise sur le marché (AMM) européenne centralisée conditionnelle en 2016, autorisation délivrée par l'Agence européenne du médicament. Zalmoxis bénéficie du statut de médicament orphelin,.

## Composition
Zalmoxis est une thérapie cellulaire à base de cellules T allogéniques génétiquement modifiées avec un vecteur rétroviral codant une forme tronquée du récepteur NGF (Nerve Growth Factor) de basse affinité et pour la thymidine kinase du virus de l'herpès simplex de type 1 (HSV-TK Mut2).

## Utilisation
Zalmoxis est indiqué en traitement d'appoint dans la transplantation de cellules souches hématopoïétiques haplo-identiques chez les adultes à haut risque d'hémopathies malignes et permet la reconstitution immunitaire après une greffe et la réduction du risque de maladie du greffon contre l'hôte.

## Effets adverses
L'effet adverse le plus important est l'apparition de la maladie du greffon contre l'hôte. Dans ce cas, la maladie peut être traitée avec ganciclovir ou valganciclovir qui tue les cellules T modifiées grâce au gène de la thymidine kinase du virus de l'herpès simplex de type 1 contenu dans les cellules transformées. 

## Marché
Le traitement avec Zalmoxis concerne environ 1.300 patients chaque année en Europe, un chiffre qui croît de 30% par an .